# O estranho
O estranho (portugiesisch für „Der Fremde“, internationaler Titel The Intrusion) ist ein brasilianisch-französischer Film von Flora Dias und Juruna Mallon. Die Premiere des Films ist am 20. Februar 2023 in der Sektion „Forum“ der Berlinale vorgesehen.

## Handlung
Der Flughafen São Paulo–Guarulhos hat die ursprünglich indigene Landschaft komplett verändert. Viele Menschen sind gegangen, andere geblieben, sie arbeiten jetzt im Duty Free oder im Gepäck-Handling. Die Vergangenheit holt die Protagonisten wieder ein, zum Beispiel Alê: im Flussbett hat sie immer mit ihrer Schwester gespielt, genau dort, wo sie heute den ganzen Tag arbeitet.
Der Beton bedeckt die Vegetation und teilweise die Erinnerungen.

## Produktion
O estranho ist nach The sun against my eyes (2013) das zweite gemeinsame Projekt von Flora Dias und Juruna Mallon und zeigt ihr Interesse an Landschaften, Menschen und deren Zusammenspiel. Und daran, die Erinnerung aufrechtzuerhalten.
Gefördert wurde der Film vom Hubert Bals Fund und Visions Sud Est.

## Auszeichnungen
Der Film konkurriert im Rahmen der Berlinale um den vom Bundesverband kommunale Filmarbeit und filmdienst.de gestifteten Caligari-Filmpreis, der mit 4.000 Euro dotiert ist. Zudem ist der Film in der Auswahl für einen Teddy Award als Bester Langfilm.